# Rostlinná neurobiologie (paranormální)
[rozpor]
Rostlinná neurobiologie, také vnímání rostlin (anglicky plant perception), a nebo biokomunikace (anglicky biocommunication) je paranormální teorie, která je založena na tom, že rostliny jsou vnímavé, že reagují na člověka způsobem, který odpovídá ESP,  a že např. zažívají strach, nebo bolest. Vědecká komunita tuto myšlenku nepřijala, protože rostliny nemají nervový systém. Paranormální tvrzení týkající se vnímání rostlin jsou mnohými vědci ve vědecké komunitě považována za pseudovědu. Tato myšlenka je odlišná od exaktně měřeného vnímání rostlin a jejich chemické komunikace.

## Pojem „Rostlinná neurobiologie"
Rostlinná neurobiologie je pojem vytvořený několika vědci jako název pro vnímání rostlin, nebo také signalizaci a chování rostlin. Jde o mechanismus, jakým rostliny vnímají nejrůznější signály, vnitřní, nebo z okolního prostředí, například sucho, chlad, kyselost půdy, nedostatek živin, okusování a podobně, a to jak na ně reagují. Podle Prof. RNDr. Zdeňka Opatrného, CSc. z Katedry experimentální biologie rostlin Přírodovědecké fakulty Univerzity Karlovy v Praze byl původní význam slova „neuron" označení pro rostlinné vlákno. Opatrný považuje označení „neurobiologie rostlin" za metaforu. Podle National Science Foundation patří slovo „neuro" do živočišné říše.
V Českém rozhlase Radio Česko byl 10. dubna 2012 odvysílán pořad „I ta nejhloupější rostlina je chytřejší než inteligentní mobil, tvrdí botanička". Hostem pořadu byla RNDr. Fatima Cvrčková, Dr.rer.nat. z Přírodovědecké fakulty Univerzity Karlovy. V článku byl zmíněn František Baluška z Univerzity v Bonnu, který vysvětlil, že jeho přesvědčení o rostlinné inteligenci jej vedlo k založení nového oboru, tedy rostlinné neurobiologie. Při pojmenování oboru vycházel ze starořečtiny, ve které slovo neuron neoznačovalo specializovanou nervovou buňku, ale rostlinné vlákno. S touto novou vědní disciplínou navázal na více než stoletou tradici výzkumu chování a vnímání rostlin.
Podle některých biologů je podobnost šíření signálů v rostlinách s fungováním nervového systému živočichů velmi blízká. Tito biologové, v čele s italským biologem Stefanem Mancusoem vytvořili termín „rostlinná neurobiologie"[rozpor]. Oponenti tohoto názoru, vč. Daniela Chamovitze,[rozpor] odmítají termín „rostlinná neurobiologie“, protože je absurdní, podobně by pak mohl vzniknout termín „lidská biologie kvetení". Shrnují tedy, že pokud člověk nemá květy, pak rostliny nemají neurony. Daniel Chamowitz vyslovil názor, že: „Na druhé straně je ale pravda, že k ukládání informací a jejich zpracování nejsou nezbytně nutné neurony,“
Prof. Dr. Arnošt Kotyk z Fyziologického ústavu Akademie věd České republiky, ve svém příspěvku z 22. srpna 2005 „Znovuzrození rostlinné neurobiologie?„ na webu AKADEMON, referoval o tématech a zjištěních, které byly prezentovány na Prvním symposiu rostlinné neurobiologie v Bonnu. V závěru napsal, že: „Přes velký ohlas zmíněného sympozia se zdá, že termín rostlinná neurobiologie bude asi nahrazen něčím jako signalizace a chování rostlin."

## Výzkum

### Výzkum v 19. století

#### Gustav Fechner
Myšlenka, že rostliny jsou schopny cítit emoce, byla poprvé zaznamenána v roce 1848, když německý experimentální psycholog Gustav Fechner naznačil, že rostliny jsou schopné emocí, a že člověk by mohl podporovat jejich zdravý růst svou řečí, pozorností, postojem a náklonností.
| „               | Zdali mají rostliny duši, pudy a pocity nebo snad ještě více, ví snad bezprostředně jenom vševědoucí Bůh, ale je to nepřístupno jiným tvorům, leda snad nepřímými úsudky. | “ |
| — G. T. Fechner | |   |

### Výzkum ve 20. století

#### Jagadish Chandra Bose
Indický vědec Jagadish Chandra Bose zahájil experimenty na rostlinách v roce 1900. Bose vynalezl různá zařízení a nástroje pro měření elektrických reakcí v rostlinách. Na základě svých experimentů prohlásil, že v průběhu života rostliny na ní dochází k elektrickým impulsům.

#### Patrick Geddese
Podle biologa Patricka Geddese: „Bose během svého zkoumání reakcí rostlin zjistil, že i obyčejné rostliny a jejich různé orgány byly citlivé – vykazovaly při mechanických, nebo jiných podnětech elektrickou reakci, což svědčí o jejich citlivosti (vzrušivosti).“  Jeden návštěvník jeho laboratoře, dramatik George Bernard Shaw, který byl také vegetariánem, byl rozrušen, když byl svědkem pokusu, při kterém mělo zelí „křeče“, když se vařilo.

#### Bohumil Němec
Český botanik Bohumil Němec se věnoval výzkumu rostlin, která shrnul ve svém díle Duše rostlin. V úvodu své knihy citoval Gustava Theodora Fechnera, viz citát výše. Ve svém výzkumu vycházel z Aristotelova názoru, rostliny mají duši vyživovací, zatímco zvířata mají navíc duši vůle, duši pohybovou a duši myslící.
| „                             | Říkalo se, že hmota je myšlený podklad zjevů, které svými smysly vnímáme. Tak bylo by možno také říci, že duše je myšlený podklad zjevů, které se odehrávají v našem vědomí nebo které jsme s to si uvědomovati. Nejdůležitějším, vlastně jediným znakem duševních zjevů je, že si je uvědomujeme. Co si nemůžeme uvědomiti, není a nebylo součástí našeho duševního života.Ještě objektivnější je definice duše jako souboru zjevů, které si právě uvědomujeme, dále které jsme si v minulosti uvědomovali a které si i v budoucnosti můžeme uvědomiti. Ale neuvědomujeme si současně všechen obsah duše, nýbrž jen malou jeho část. Co však v obsahu tom je, má možnost vstoupiti na vědomí. | “ |
| — Bohumil Němec, Duše rostlin | |   |

Došel k závěru, že u člověka a zvířat je duševní život spojen s existencí a neporušeností nervové soustavy a obzvlášť mozku. Což u rostli neplatí. Základním projevem duševního života je schopnost reagovat na prostředí. Rostliny na své okolí reagují, ale podstatně pomaleji než zvířata, např. svým růstem, přesto však se zdá, že tyto reakce nejsou vědomé. Prof. Němec se zabýval možností, o níž hovořili někteří filozofové, že existují duše dvě. Vedle duše individuální, uvědomující si Já, kterou je zřejmě třeba rostlinám odepřít, ještě takzvaná duše organizační jako stavitel živého těla. Tedy na základě pozorování rostlin nenalézá jednoznačnou odpověď na otázku, zda rostlinná bytost má duševní život či nikoli, klade prof. Němec totiž otázku, zda rostlina duševní život potřebuje.

Do knihy Duše rostlin zařadil báseň, kterou přeložil František Kvapil. Jde o báseň od francouzského básníka Philéase Lebesgueho (26. listopad 1869, La Neuville-Vault, Pikardie, Francie – 1. říjen 1958, La Neuville-Vault, Pikardie, Francie) Báseň o duši rostlin. 

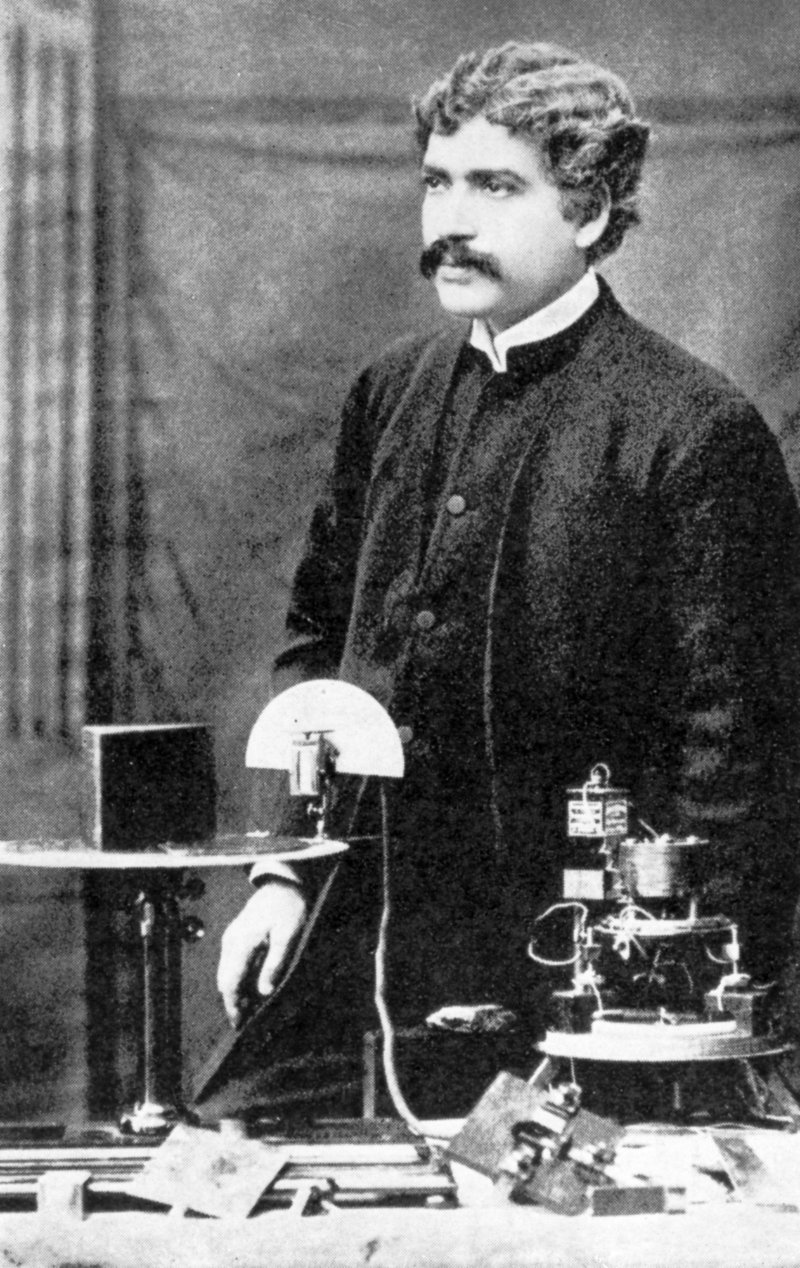
Sir Jagadish Chandra Bose ve své laboratoři. (1894)

#### Cleve Backster
V šedesátých letech, vyšetřovací specialista CIA, Cleve Backster, provedl výzkum, který ho vedl k přesvědčení, že rostliny mohou komunikovat s jinými životními formami.V únoru 1966 provedl Backster první experiment, když se pokusil změřit časový úsek, za jak dlouho se dostane voda z kořene filodendronu (latinsky Philodendreae) do jeho listů. K experimentu použil polygraf,  který dokáže měřit elektrický odpor, který by se změnil když byla rostlina dostatečně zavlažena, připojil tedy polygraf k jednomu z listů rostliny. Backster uvedl, že k jeho ohromnému překvapení „trasování polygrafu začalo ukazovat charakteristický typ reakce, která se ukáže, když testovaný člověk vystaven silné emoční stimulaci krátkodobého trvání“.

### Výzkum ve 21. století

#### Vznik Společnosti pro rostlinnou neurobiologii
V roce 2005 byla ve Florencii uspořádána první konference Společnosti pro rostlinnou neurobiologii (anglicky Society for Plant Neurobiology). V dalším roce (2006) vyšel kontroverzní článek v Trends in Plant Science, kdy byla tato oblast výzkumu nazvána jako rostlinná neurobiologie. Šest vědců, mezi nimi např. Eric D. Brenner, Ph.D., americký molekulární biolog rostlin; Stefano Mancuso, italský fyziolog rostlin; Dr. František Baluška, DrSc., slovenský buněčný biolog a Elizabeth Van Volkenburgh, americká rostlinná bioložka, dále Prof. Dr. Henning Stahlberg, Dr. Ana M. Calvo a Denise P. Barlow. [ve zdroji nenalezeno]Tvrdili, že sofistikované chování pozorované v rostlinách nelze v současné době zcela vysvětlit známými genetickými a biochemickými mechanismy. Uvedli, že rostliny jsou schopné vnímat a reagovat na změny v prostředí (světlo, voda, gravitace, teplota, struktura půdy, živiny, toxiny, mikroby, býložravci, chemické signály z jiných rostlin), že může existovat nějaký systém zpracování informací, který by koordinoval behaviorální reakci rostliny. Autoři poukázali na to, že elektrické a chemické systémy, které byly v rostlinách identifikovány, jsou podobné nervovým systémům zvířat. Rovněž poznamenali, že v rostlinách byly nalezeny neurotransmitery, jako je např. serotonin, dopamin a glutamát. Jejich role zůstává nejasná.
Mnoho vědců botaniků se ohradilo proti nově vznikajícímu vědeckému poli, na základě toho vznikl dopis podepsaný třiceti šesti významnými vědci, kteří se zabývají botanikou. Byla to reakce na tzv. Brennerův manifest, který byl publikovaný v Trends in Plant Science.
Vědci položili otázku, kde přesně má rostlina mozek, něco o tvaru ořechu. Na to Stefano Mancuso odpověděl :„Pokud byste byl rostlina, pak mít centrální mozek by nebyla výhoda," Podložil to tvrzením, že rostliny se sice nemohou přemísťovat jako živočichové, ale mají: „modulární design, takže rostlina může ztratit až devadesát procent svého těla, aniž by byla zničena," řekl „v živočišné říši není něco takového možné. To vytváří odolnost.“
Podle Stefana Mancusa se podobnou hypotézou zabýval také Charles Darwin, který spolu se svým synem Francisem studoval kořenové systémy rostlin. Došli k závěru, že rostliny skrze kořenový systém mohou cítit světlo, vlhkost, gravitaci, tlak a několik dalších vlastností okolního prostředí a pak určit optimální trajektorii pro růst kořene, jak napsal ve své knize Síla pohybu v rostlinách z roku 1880. Zastánci této hypotézy se opírají o poslední větu, na straně 573, výše jmenované knihy: „Je stěží přehnané říkat, že špička kořene ... mající schopnost řídit pohyby sousedních částí, působí jako mozek jednoho z nižších zvířat; mozek sedí na předním konci těla, přijímá dojmy ze smyslových orgánů a řídí několik pohybů.“
V roce 2007 pro Český rozhlas Radio Praha řekla RNDr. Fatima Cvrčková, Dr.rer.nat. z Přírodovědecké fakulty Univerzity Karlovy. ,že centralizovanou nervovou soustavu nelze u rostlin čekat. Podobně se vyjádřila v Českém rozhlase Radio Česko dne 10. dubna 2012, kdy byl odvysílán pořad „I ta nejhloupější rostlina je chytřejší než inteligentní mobil, tvrdí botanička".
Občanské sdružení Český klub skeptiků Sisyfos zveřejnilo o této hypotéze článek ve zpravodaji Číslo 2, Ročník XVII., červenec 2011. V článku se zmínka o práci Dr. Františka Balušky, DrSc. a závěry práce Charlese Darwina.
V roce 2012 byla na VŠB – Technické univerzitě Ostrava, Fakultě elektrotechniky a informatiky, Katedře kybernetiky a biomedicínského inženýrství, vypracována diplomová práce na téma „Měření a objektivizace bioelektrických potenciálů rostlin". V této práci byl pojem „rostlinná neurobiologie" použit jako: klíčové slovo; věda zabývající se vedením signálu v rostlinách; a obor, který se zabývá biopotenciály rostlin.
V roce 2018 na webu Silvarium.cz, který poskytuje aktuální zpravodajství o lesnictví, dřevařství a myslivosti nejen pro lesníky, dřevaře a myslivce, byl zveřejněn článek Paměť lesa, ve kterém Suzanne Simard popisuje výsledky svého více než tři desítky let trvajícího výzkumu, který se věnoval životem pod povrchem země, tedy život v půdě lesa, kde probíhá intenzivní komunikace na „informační dálnici", kterou tvoří spleť kořenů a tenkých vláken hub. Článek se dotýká také termínu „rostlinná neurobiologie".

## Tematická literatura
Řazeno dle roku vydání v ČR, od nejstaršího vydání.
- 1937: Bohumil Němec: Duše rostlin.[20] Dílo českého botanika, který se zamýšlí a všímá si rostlin z jiného úhlu pohledu, než jak to bylo v 30. letech 20. století běžné.
- 2001: Eva - Katharina Hoffmannová: Bioenergie pokojových rostlin.[46] Jedná se o brožuru (příručku), kde se autorka zabývá působením rostlinných vibrací na člověka a popisuje 86 pokojových rostlin s návody na jejich pěstování.
- 2015: Alessandra Viola a Stefano Mancuso: Vnímavá zeleň.[47] V této knize se podrobně zabývali otázkami jako: jsou rostliny inteligentní bytosti, dokážou mezi sebou komunikovat, dokážou řešit problémy okolního prostředí, nebo představují netečnou a nehybnou součást našeho světa.[48]
- 2015: Peter Wohlleben: Tajný život stromů.[49] V knize se zabýval otázkami paměti stromů, vnímáním bolesti, jak reagují na ohrožení.[50]
- 2016: František Hnilička: Rostliny v podmínkách stresu - abiotické stresory.[51] Autor zde termín ,rostlinná neurobiologie" nahrazuje termínem ,signalizace a chování rostlin".[52]

## Vliv na kulturní díla
O tom, že by rostliny mohly myslet a chovat se podobně jako živočichové, nebo člověk, vzniklo několik uměleckých děl (sci-fi).

### Knihy, Povídky
- 1922: Rostliny dr. Cinderelly od Gustav Meyrink[53]
- 1951: Den Trifidů od John Wyndham[54]

### Filmy, TV seriály
- 1959: Princezna se zlatou hvězdou[55]
- 1974: Vzpoura mutantů[56]
- 1977: Adéla ještě nevečeřela[57]
- 1978: Attack of the Killer Tomatoes![58]
- 1986: Malý krámek hrůz[59]
- 2008: Ruiny[60]
- 2009: Den trifidů[61]